# Paul Harding
Pour les articles homonymes, voir Paul Harding (homonymie).
Œuvres principales
- Les Foudroyés

Paul Harding, né le 19 décembre 1967, est un écrivain américain, lauréat du Prix Pulitzer de la Fiction 2010.

## Biographie
Harding grandit à Wenham, au nord de Boston, dans le Massachusetts. Son grand-père, réparateur de montres, le prend un temps comme apprenti, une expérience reflétée dans son livre Tinkers. Il étudie à l'Université du Massachusetts à Amherst où il décroche une licence, puis à l'Iowa Writers' Workshop — l'atelier académique d'écriture le plus ancien des États-Unis et l'un des plus prestigieux — où il obtient un master. Il enseigne ensuite l'écriture créative à Harvard.
Harding publie des nouvelles dans Shakepainter et l'Harvard Review. Son premier roman, Tinkers, un « petit livre, publié par un petit éditeur » (selon l'auteur lui-même), remporte le Prix Pulitzer de la Fiction 2010,. Le livre raconte la relation tourmentée entre un père et son fils, évoquée durant l'agonie de ce dernier. L'œuvre avait été acheté 1 000 dollars par l'éditrice Erika Goldman, pour s'écouler finalement à plus de 500 000 exemplaires.

## Œuvre

### Romans
- Tinkers (2009)  (ISBN 9781934137123) Publié en français sous le titre Les Foudroyés, Paris, Le Cherche Midi, coll. Lot 49, 2011,  (ISBN 978-2-7491-1995-3) ; réédition, Paris, 10/18 no 4544, 2012
- Enon (2013) Publié en français sous le titre Enon, Paris, Le Cherche Midi, coll. Lot 49, 2014,  (ISBN 978-2-7491-2080-5)